# Great Harrowden
Great Harrowden est une paroisse civile et un village du Northamptonshire, en Angleterre.